# 橫斑柄竺鯛
橫斑柄竺鯛（學名：Vincentia punctata），為輻鰭魚綱鈎頭魚目天竺鯛科柄竺鲷屬下的一個種，分布於東印度洋澳洲海域，為特有種，深度0至18公尺，本魚體延長，長橢圓形，體稍側扁，頭大、眼大、口大且斜裂，頜齒細小，鋤骨和腭骨通常具齒，舌上無齒，前鰓蓋骨邊緣平滑，體被弱櫛鱗，體色紅橙色至粉紅色，背部顏色較深，兩側有規則間隔的小棕色斑點，鰭半透明至紅色，腹鰭黑色，第一背鰭外部呈黑色，背鰭2個，尾鰭圓鈍略凹，體長可達15公分，棲息珊瑚礁區，夜間活動，屬肉食性，繁殖期時，雄魚具有口孵習性，卵約7日化成仔魚，由雄魚吐出，具短暫的仔魚飄浮期，生活習性不明。